# Hiệp ước Khu vực phi vũ khí hạt nhân Đông Nam Á
Hiệp ước Khu vực phi vũ khí hạt nhân Đông Nam Á (SEANWFZ), cũng được gọi là Hiệp ước Băng Cốc, là một hiệp ước thiết lập khu vực phi vũ khí hạt nhân tại khu vực Đông Nam Á dưới sự bảo trợ của Hiệp hội các quốc gia Đông Nam Á. Hiệp ước được mở ký tại Băng Cốc, Thái Lan vào ngày 15 tháng 12 năm 1995 và có hiệu lực vào ngày 28 tháng 3 năm 1997. Hiệp ước cấm các bên tham gia phát triển, sản xuất, mua lại, sở hữu hoặc kiểm soát vũ khí hạt nhân.
SEANWFZ bao phủ lãnh thổ, thềm lục địa và vùng đặc quyền kinh tế của các quốc gia tham gia hiệp ước.
Hiệp ước có một nghị định thư mở ký đối với năm quốc gia có vũ khí hạt nhân được Hiệp ước không phổ biến vũ khí hạt nhân công nhận (Trung Quốc, Hoa Kỳ, Pháp, Nga và Vương quốc Anh), theo đó năm quốc gia này cam kết không vi phạm Hiệp ước và không tạo điều kiện cho các quốc gia tham gia vi phạm Hiệp ước. Chưa có quốc gia có vũ khí hạt nhân nào ký nghị định thư.

## Bối cảnh

Khu vực phi vũ khí hạt nhân
Quốc gia có vũ khí hạt nhân
Chia sẻ hạt nhân
Chỉ tham gia Hiệp ước không phổ biến vũ khí hạt nhân

Ngày 27 tháng 11 năm 1971, 5 quốc gia thành viên đầu tiên của ASEAN là Indonesia, Malaysia, Philippines, Singapore và Thái Lan họp tại Kuala Lumpur, Malaysia và ký tuyên bố thiết lập Khu vực hòa bình, tự do và trung lập của ASEAN. Một trong những mục tiêu của ASEAN cũng là thành lập SEANWFZ.
Tuy nhiên, việc thành lập SEANWFZ chưa khả thi do tình hình chính trị trong Chiến tranh Lạnh, bao gồm sự cạnh tranh giữa các quốc gia thành viên và xung đột trong khu vực. Mãi cho đến thập niên 1990 thì các quốc gia thành viên mới tiếp tục nỗ lực giải trừ hạt nhân. Hiệp ước SEANWFZ ký kết tại Băng Cốc vào ngày 15 tháng 12 năm 1995 và có hiệu lực vào ngày 28 tháng 3 năm 1997 sau khi được tám quốc gia thành viên ASEAN phê chuẩn. Ngày 21 tháng 6 năm 2001, Philippines phê chuẩn, mở rộng phạm vi của hiệp ước đến toàn bộ khu vực Đông Nam Á.

## Danh sách bên tham gia
| Quốc gia    | Ký               | Nộp              |
| Brunei      | 15 Th12 năm 1995 | 22 Th11 năm 1996 |
| Myanmar     | 15 Th12 năm 1995 | 17 Th7 năm 1996  |
| Campuchia   | 15 Th12 năm 1995 | 27 Th3 năm 1997  |
| Indonesia   | 15 Th12 năm 1995 | 2 Th4 năm 1997   |
| Lào         | 15 Th12 năm 1995 | 16 Th7 năm 1996  |
| Malaysia    | 15 Th12 năm 1995 | 11 Th10 năm 1996 |
| Philippines | 15 Th12 năm 1995 | 21 Th6 năm 2001  |
| Singapore   | 15 Th12 năm 1995 | 27 Th3 năm 1997  |
| Thái Lan    | 15 Th12 năm 1995 | 20 Th3 năm 1997  |
| Việt Nam    | 15 Th12 năm 1995 | 26 Th11 năm 1996 |

### Nghị định thư
Hiệp ước SEANWFZ có một nghị định thư mở ký đối với năm quốc gia được công nhận là có vũ khí hạt nhân: Trung Quốc, Pháp, Nga, Vương quốc Anh và Hoa Kỳ. Quốc gia ký nghị định thư cam kết không vi phạm hiệp ước và không sử dụng hoặc đe dọa sử dụng vũ khí hạt nhân tại khu vực Đông Nam Á.
Tháng 11 năm 2011, năm quốc gia trên đồng ý tiến tới việc ký nghị định thư với ASEAN. Tính đến tháng 4 năm 2015, chưa có quốc gia nào ký kết nghị định thư SEANWFZ. Ngày 10 tháng 7 năm 2025, Bộ trưởng Ngoại giao Malaysia cho biết Trung Quốc cam kết sẽ ký nghị định thư sau khi chuẩn bị các tài liệu cần thiết.
| Quốc gia   | Ký | Nộp |
| Trung Quốc |    |     |
| Pháp       |    |     |
| Nga        |    |     |
| Anh Quốc   |    |     |
| Hoa Kỳ     |    |     |